# فرانسیس اس. وایت
فرانسیس اس. وایت (به انگلیسی: Francis Shelley White) سناتور سابق عضو حزب دموکرات ایالات متحده آمریکا بود. وی در سال ۱۹۱۴ تا ۱۹۱۵ میلادی سناتور ایالت آلاباما در سنای ایالات متحده آمریکا بود.